# Lawijtstrijd
De Lawijtstrijd is een Belgisch muzikaal concours en talentenjacht voor groepen uit het Waasland. De organisatoren willen de Wase muziekscène en Wase cultuur promoten. De eerste periode van edities gingen door van 2005 tot 2014 en na een pauze van negen jaar wordt Lawijtstrijd sinds 2023 weer georganiseerd.

## 2005 tot 2014
De Lawijtstrijd werd op verscheidene plaatsen in de stad Sint-Niklaas georganiseerd. De voorrondes en eindfinale vonden telkens plaats in een periode ergens tussen maart en mei. Het concours stond open voor alle muziekgenres en alle leeftijden. De artiest of minstens één bandlid moest uit de Vlaamse regio Waasland afkomstig zijn. Covergroepen werden geweerd.
Uit inschrijvingen werden door een demojury twintig deelnemers geselecteerd die moesten strijden voor een finaleplaats in de voorrondes, die doorgingen op de podia van het kunstencentrum ’t Ey en Sint-Niklase jeugdhuizen zoals Den Eglantier, Kompas, ’t Verschil en Troelant. De eindfinale ging de eerste jaren door in Foyer De Spiegel van het Stadsschouwburg en de latere jaren in concertzaal De Casino, beiden in Sint-Niklaas.
De winnaars kregen prijzen die varieerden van waardebons, studiotijd tot optredens op lokale muziekfestivals. Naast de juryprijs was er ook de publieksprijs, die werd uitgereikt aan de finalist die het meeste applaus in decibels kreeg van de toeschouwers, anders gezegd de deelnemer die voor het meeste lawaai (lawijt) in de zaal zorgde. Een derde prijs was het Gouden Oor voor een toeschouwer die alle finalisten juist wist te voorspellen, met als beloning bijvoorbeeld een jaar lang ticketkaartjes voor lokale concerten.

## 2023 tot heden
Sinds 2023 wordt de Lawijtstrijd weer georganiseerd van april tot mei. De herlancering is een samenwerking van De Casino Concertzaal, Lokerse Feesten, Crammerock en de jeugdhuizen JC Den Eglantier (De Nest) in Sint-Niklaas, De Cramme in Stekene en Okapi in Lokeren. Twaalf geselecteerde bands/artiesten uit het Waasland treden op in de voorrondes op podia in de drie jeugdhuizen. Uit elke voorronde komen twee winnaars die deelnemen aan de finale in De Casino Concertzaal. De eindwinnaar van de juryprijs mag onder meer optreden op de Lokerse Feesten en Crammerock. Ook krijgt die een repetitieruimte bij Kompas (Binnenwerk Sint-Niklaas) en ondersteuning met studiotijd. De publieksprijs en het Gouden Oor werden ook weer geïntroduceerd.

## Laureaten
- 2005: Ursula Undress
- 2006: As You Like It[6]
- 2007: The Hong Kong Dong[7]
- 2008: Blackie & The Oohoos
- 2009: Suburb Songs[8] en Ray Monda (publieksprijs)[9]
- 2010: Hush Hush (juryprijs)
- 2011: Hickory Falls (juryprijs) en Hootka (publieksprijs)[10]
- 2012: Yamantau (juryprijs)[11] en Fun In Acapulco (publieksprijs)
- 2013: Mannen Aan de Rand Van de Afgrond, afgekort M.A.R.V.A. (juryprijs) en Nicely Dressed (publieksprijs)[12]
- 2014: Bear Run (juryprijs) en Trivial Time (publieksprijs)
- 2023: Lightspeed (juryprijs) en West Coast Caravan (publieksprijs)[13]
- 2024: Ide Snake (juryprijs) en Cracks (publieksprijs)